# Жіль Ельсенеер
Жіль Ельсенеер (нар. 3 червня 1978) — колишній бельгійський тенісист.
Найвищу одиночну позицію світового рейтингу — 97 місце досяг 12 липня 2004, парну — 177 місце — 2 серпня 2004 року.
Найвищим досягненням на турнірах Великого шолома було 2 коло в одиночному розряді.
Завершив кар'єру 2007 року.

## Фінали ATP Челленджер і ITF Ф'ючерс

### Одиночний розряд: 9 (6–3)
| Легенда              |
| -------------------- |
| ATP Челленджер (4–2) |
| ITF Ф'ючерс (2–1)    |

| Фінали за покриттям |
| ------------------- |
| Тверде (4–2)        |
| Ґрунт (0–0)         |
| Трава (0–0)         |
| Килим (2–1)         |

| Результат | В-П | Дата     | Турнір                        | Рівень     | Покриття | Суперник              | Рахунок            |
| --------- | --- | -------- | ----------------------------- | ---------- | -------- | --------------------- | ------------------ |
| Перемога  | 1–0 | Лют 2000 | Велика Британія F2, Чигвелл   | Ф'ючерс    | Килим    | Арвінд Пармар         | 7–6(7–5), 6–4      |
| Поразка   | 1–1 | Чер 2000 | Ірландія F2, Дублін           | Ф'ючерс    | Килим    | Овен Кейсі            | 3–6, 6–7(5–7)      |
| Перемога  | 2–1 | Жов 2000 | Франція F22, Сен-Дізьє        | Ф'ючерс    | Тверде   | Тімоті Артс           | 6–2, 6–2           |
| Перемога  | 3–1 | Лис 2002 | Ноттінгем, Велика Британія    | Челленджер | Тверде   | Арвінд Пармар         | 7–5, 6–2           |
| Поразка   | 3–2 | Кві 2003 | Бенгалуру, Індія              | Челленджер | Тверде   | Грегорі Карраз        | 4–6, 6–7(4–7)      |
| Поразка   | 3–3 | Лип 2003 | Манчестер, Велика Британія    | Челленджер | Тверде   | Ніколя Маю            | 3–6, 6–7(5–7)      |
| Перемога  | 4–3 | Лют 2004 | Гайльбронн, Німеччина         | Челленджер | Килим    | Ларс Бургсмюллер      | 3–6, 6–3, 7–6(7–5) |
| Перемога  | 5–3 | Бер 2004 | Сараєво, Боснія і Герцеговина | Челленджер | Тверде   | Денніс ван Схеппінген | 7–6(7–5), 6–2      |
| Перемога  | 6–3 | Лют 2006 | Андрезьє-Бутеон, Франція      | Челленджер | Тверде   | Жиль Сімон            | 4–6, 6–1, 6–4      |

### Парний розряд: 13 (8–5)
| Легенда              |
| -------------------- |
| ATP Челленджер (3–3) |
| ITF Ф'ючерс (5–2)    |

| Фінали за покриттям |
| ------------------- |
| Тверде (3–2)        |
| Ґрунт (0–1)         |
| Трава (0–1)         |
| Килим (5–1)         |

| Результат | В-П | Дата     | Турнір                              | Рівень     | Покриття | Партнер           | Суперники                              | Рахунок            |
| --------- | --- | -------- | ----------------------------------- | ---------- | -------- | ----------------- | -------------------------------------- | ------------------ |
| Перемога  | 1–0 | Січ 1998 | Греція F4, Керкіра                  | Ф'ючерс    | Килим    | Вім Нефс          | Ніко Карагіанніс Анастасіос Васіліадіс | 6–4, 6–2           |
| Поразка   | 1–1 | Лип 1998 | Греція F7, Афіни                    | Ф'ючерс    | Ґрунт    | Вім Нефс          | Харел Леві Ліор Мор                    | 3–6, 6–0, 3–6      |
| Перемога  | 2–1 | Кві 1999 | Франція F4, Клермон-Ферран          | Ф'ючерс    | Килим    | Ґеральд Мандль    | Даніель Пальссон Стівен Ранджеловік    | 7–6, 7–6           |
| Поразка   | 2–2 | Тра 1999 | Греція F2, Filippiada               | Ф'ючерс    | Тверде   | Еял Ерліх         | Ян-Ральф Брандт Маркус Менцлер         | 7–6, 4–6, 4–6      |
| Перемога  | 3–2 | Бер 2000 | Франція F6, Дуе (Нор)               | Ф'ючерс    | Килим    | Арно Фонтен       | Енді Рам Ловро Зовко                   | 6–1, 6–4           |
| Перемога  | 4–2 | Чер 2000 | Ірландія F1, Дублін                 | Ф'ючерс    | Килим    | Жан-Мішель Пекері | Яркко Ніємінен Крістіан Плесс          | 7–6(7–2), 4–6, 6–3 |
| Поразка   | 4–3 | Лип 2001 | Бристоль, Велика Британія           | Челленджер | Трава    | Туомас Кетола     | Веслі Муді Шон Рудман                  | 4–6, 3–6           |
| Перемога  | 5–3 | Сер 2001 | Рексем, Велика Британія             | Челленджер | Тверде   | Александер Попп   | Люк Буржуа Айсам Куреші                | 5–7, 7–5, 6–2      |
| Перемога  | 6–3 | Вер 2001 | Франція F17, Плезір                 | Ф'ючерс    | Тверде   | Вім Нефс          | Фредерік Ніємеєр Ендрю Ніскер          | 6–3, 6–7(3–7), 6–4 |
| Перемога  | 7–3 | Лис 2001 | Болтон, Велика Британія             | Челленджер | Тверде   | Вім Нефс          | Лі Чайлдс Марк Гілтон                  | 6–4, 6–3           |
| Перемога  | 8–3 | Лют 2002 | Кінгстон-апон-Галл, Велика Британія | Челленджер | Килим    | Фредерік Ніємеєр  | Їв Аллегро Веслі Муді                  | 6–4, 6–4           |
| Поразка   | 8–4 | Бер 2004 | Безансон, Франція                   | Челленджер | Тверде   | Кеннет Карлсен    | Александер Васке Рогір Вассен          | 6–3, 5–7, 3–6      |
| Поразка   | 8–5 | Січ 2005 | Гайльбронн, Німеччина               | Челленджер | Килим    | Жіль Мюллер       | Себастьєн де Шонак Міхал Мертиняк      | 2–6, 6–3, 3–6      |

## Часовий графік результатів
| W | Ф | ПФ | ЧФ | #Р | КТ | К# | P# | DNQ | A | Z# | PO | G | S | B | NMS | NTI | P | NH |

### Одиночний розряд
| Турніри Великого шлему                 |     |     |     |     |     |     |     |     |       |     |     |
| Відкритий чемпіонат Австралії з тенісу |     |     |     | К1р |     | К1р |     |     | 0 / 0 | 0–0 | –   |
| Відкритий чемпіонат Франції з тенісу   |     |     |     | К1р | К2р | 2р  | К1р | К1р | 0 / 1 | 1–1 | 50% |
| Вімблдонський турнір                   | К2р |     |     | К3р | 2р  | 2р  | 2р  | К2р | 0 / 3 | 3–3 | 50% |
| Відкритий чемпіонат США з тенісу       |     |     | К2р | К1р | К1р | 1р  | 1р  | К2р | 0 / 2 | 0–2 | 0%  |
| В-П                                    | 0–0 | 0–0 | 0–0 | 0–0 | 1–1 | 2–3 | 1–2 | 0–0 | 0 / 6 | 4–6 | 40% |
| Тур ATP Мастерс 1000                   |     |     |     |     |     |     |     |     |       |     |     |
| Рим                                    |     |     |     |     |     | К1р |     | К1р | 0 / 0 | 0–0 | –   |
| В-П                                    | 0–0 | 0–0 | 0–0 | 0–0 | 0–0 | 0–0 | 0–0 | 0–0 | 0 / 0 | 0–0 | –   |